# 比良祐里
比良 祐里（ひら ゆうり、1993年〈平成5年〉1月26日 - ）は、日本の元レースクイーンでモデル。
福岡県出身、プリッツコーポレーション所属。本名及び旧名は平山 祐里（ひらやま ゆうり）。愛称は「ゆうにゃん」。

## 来歴
地元の福岡で洋菓子店に勤務し、モデル活動もしていたが、2014年に福岡から上京。年末までは、本名の「平山 祐里」でモデル撮影会・グラビア等への出演やイベントコンパニオンの仕事をしていた。
2015年、SUPER GTに参戦するチーム国光（高橋国光総監督）のメインスポンサーRAYBRIGのレースクイーンに就任。2016年も続投した
。
2017年1月、2年間務めたRAYBRIGレースクイーンを「はらことは」に譲り、同年3月、SUPER GT「LEXUS TEAM SARD KOBELCO GIRLS」(総監督佐藤勝之)に就任。同時に鈴鹿8時間耐久ロードレースNCXXレースクイーンに就任。。2018年も西村いちかと共にSUPER GT「LEXUS TEAM SARD KOBELCO GIRLS」を続投したが、この年の活動をもってレースクイーンを卒業。モデル業に専念する。
2023年4月17日、自身のSNSで一般男性と入籍していたこと、第一子（女児）を同月11日に出産したことを明かした。

## 人物
- 愛称を「公募」していた[2]が、本人は「ゆうにゃん」を気に入っている[19]。
- 趣味は食べ歩き、ピアノ、お菓子作り[2]。

## 主な活動

### レースクイーン
| 年     | カテゴリー                                                              | チーム名                                                                         | 他のチームメンバー |
| ------ | ----------------------------------------------------------------------- | -------------------------------------------------------------------------------- | --- |
| 2015年 | SUPER GT                                                                | RAYBRIGレースクイーン                                                            | 大山美保 |
| 2016年 | SUPER GT                                                                | RAYBRIGレースクイーン                                                            | 林紗久羅 |
| 2017年 | SUPER GT                                                                | LEXUS TEAM SARD KOBELCO GIRLS                                                    | 西村いちか |
| 2017年 | 鈴鹿8時間耐久ロードレース                                               | NCXX Racing レースクイーン( ネクスグループ)                                      | 霧島聖子、栗沢綾乃、近藤みき                                                                                               |
| 2017年 | レッドブル・エアレース・ワールドシリーズ 2017年千葉大会（幕張海浜公園） | 「フアン・ベラルデ（No.26 チーム ベラルデ）」 チームガール（エアレースクイーン） | 林紗久羅、璃波、立花はる、引地裕美、有馬綾香、宮越愛恵、河瀬杏美、村山久美、太田麻美、清瀬まち、藤木由貴、森紗羅、川崎あや |
| 2018年 | SUPER GT                                                                | LEXUS TEAM SARD KOBELCO GIRLS                                                    | 西村いちか |
| 2019年 | TOYOTA GAZOO RACING Challenge 第2戦                                     | FLEX SHOW AIKAWA Racing FLEX GIRLS                                               | 星島沙也加 |

### イベント
- CEATEC:アスキーブース（2014年）[9][21]
- Inter BEE:アルチザネットワークスブース（2014年）[10][22][23]
- 東京オートサロン、大阪オートメッセ、福岡カスタムカーショー、名古屋オートトレンド:ダイハツブース（2015年）[24][25][26][27]
- ニコニコ超会議:「超キャラメイクサロン」pmang（2015年4月）[28]
- 東京おもちゃショー2015:「バンダイ」ブース（2015年6月）[注 1]
- 東京オートサロン:RAYBRIGブース（2016年1月）[31]
- CP+2016:「富士フイルム」（2016年2月）[32]
- 第39回日本アカデミー賞:ステージアテンド（2016年3月4日）[33]
- AnimeJapan 2016:「日本工学院」（2016年3月）[34]
- サマーソニック 2016:「サマーソニック2016サマソニガール」（2016年8月）[35]
- 東京ゲームショウ 2016:「DELL ALIENWARE ブース」（2016年9月）[36]
- 東京オートサロン:RAYBRIGブース（2017年1月）[37]
- AnimeJapan 2017:「日本工学院」（2017年3月）[38]
- ニコニコ超会議:「陰陽師ブース」NetEase, Inc.（2017年4月）[39]
- 東京ゲームショウ 2017:「FINAL FANTASY XV ブース Stage model as Ms. Iris Amicitia 」Epic Action （2017年9月)[40]
- 東京モーターショー 2017:「シトロエン・DS ブース」（2017年10月）[41]
- 名古屋モーターショー 2017:「シトロエン・DS ブース」（2017年11月）[42]
- 東京オートサロン:ブリヂストン（2018年）[43][注 2]
- ジャパンゴルフフェア 2018:「日本シャフト」 ブース（2018年3月）[44]
- レッドブル・エアレース・ワールドシリーズ千葉「ハミルトン (時計)ブース」（2018年5月26日 - 27日、幕張海浜公園）
- AnimeJapan 2019:「日本工学院」（2019年3月）[45]
- 東京ゲームショウ 2019:「Xperia ブース」 Stage model （2019年9月)[46]

### 雑誌
- 2015年10月10日『2015 東京モーターショー完全ガイド　CARトップ特別編』(交通タイムス社)　
表紙モデル、P99 スタンレー電気ブース　JAN 4910025481158
- 2015年10月31日『GALS PARADISE 2015 トップレースクイーン編』(三栄書房)　ISBN 978-4-7796-2638-8
- 2016年  1月  3日『ギャルズパラダイス2015DVDスペシャル』(三栄書房)　ISBN 978-4-7796-2722-4
- 2016年  4月26日 『CARトップ No.6』表紙モデル　pp 218-219　(交通タイムス社)　JAN 4910025470664
- 2016年  6月20日 『ギャルズパラダイス2016 スーパーGTレースクイーンオフィシャルガイドブック』（三栄書房)　ISBN 978-4-7796-2895-5
- 2017年  1月  7日『ギャルズパラダイス2016DVDスペシャル』(三栄書房)　ISBN 978-4-7796-3109-2
- 2018年 10月 20日『ギャルズパラダイス プラス　Vol.38 2018 October』電子版(サンズ )
- 2020年  8月  21日『月刊暗号資産　2020年10月号』(プレジャーパブリッシング)　　P75, JAN 4910035011000

### その他
- キリンビール「キリンジョッキーズ」（2015年・2016年）[47]

## ギャラリー
- 東京ゲームショウ2017
『ファイナルファンタジーXV』の「イリス・アミティシア」のコスプレ[注 3]
- CP+ 2016年